# Uckfield
Uckfield è un paese di 13 873 abitanti della contea dell'East Sussex, in Inghilterra.
La città ha dato i natali al cantante Rag'n'Bone Man.